# 德川家齊
德川家齊（日语：〔〕／ Tokugawa Ienari，1773年11月18日—1841年2月27日），日本江戶幕府第十一代征夷大將軍，1787年至1837年在任。德川御三卿之一的一橋德川家第二代當主德川治濟的長子，乳名是豐千代。第八代將軍德川吉宗的曾孫。江戶幕府十五位將軍中他的妻妾與子女最多，側室共四十人，兒女五十三人（子二十六人，女二十七人）。

## 生涯

### 出生
安永二年十月十五日（1773年11月18日）德川家齊出生於武藏國一橋德川家府邸（今東京都千代田區），是御三卿之一的一橋德川家第二代家督德川治濟的長子，母親是側室於富之方。安永八年（1779年），德川幕府第十代將軍德川家治的長子德川家基在一次狩獵後突然死去，而家治的另一子貞次郎又早夭，因此家治並沒有男嗣。當時父親治濟在家治重臣田沼意次那兒做事，可能是受意次的推薦，八歲的家齊成為德川家治的養嗣子。由於家治再也沒有男嗣，家齊也確定會成為十一代將軍。

### 成為十一代將軍
天明六年八月二十五日（1786年9月17日）第十代將軍德川家治突然去世，享年四十九歲。翌年，天明七年三月初六日（1787年4月23日）十四歲的德川家齊受光格天皇下詔敕封為第十一代征夷大將軍，官位晉升至正二位內大臣兼右近衛大將，並得到源氏長者的稱號。2年後，寬政元年（1789年）家齊公迎娶薩摩藩第八代藩主島津重豪之女近衛寔子為妻。
家齊治世的初期，將被稱為不良政治家的田沼意次給免職，並任用被喻為白河藩明君的松平定信為老中，推行寬政改革，整頓幕府的綱紀。

### 大御所時代的到來
定信積極地安排重建幕府財政，可是家齊因為寬政改革太過嚴格而逐漸厭煩。寬政五年（1793年），幕府發生尊號事件，原因是家齊想尊封自己的父親治濟為大御所，但是大御所是曾經當過將軍的人才能擁有的封號，因此定信十分不贊同。家齊於是罷免定信。
後來，被稱為是寬政改革的遺老老中松平信明，在文化十四年（1817年）病逝，老中首席的職位便交由水野忠成擔任，而這個忠成自己過著奢侈的生活，結果幕府政治開始腐敗，被稱為大御所時代。
文政十年二月十六日（1827年3月13日）德川家齊的官位晉升到從一位太政大臣，家齊公因此成為位高權重的太政大臣。是自三代將軍德川家光以來的第一次。

### 家齊時代的末期
天保五年（1834年）水野忠成去世，老中的職位由寺社奉行、京都所司代西丸老中水野忠邦接替。家齊末期任用間部詮勝、堀田正睦和田沼意正等為老中。天保八年（1837年），將征夷大將軍的位子讓給次子德川家慶後，自稱為大御所。家齊事實上依然掌握幕府的實權。同年，大阪發生大鹽平八郎之亂。

### 逝世
天保十二年閏正月初七日（1841年2月27日）德川家齊在江戶城去世，享壽六十八歲，安葬於寬永寺，追贈正一位，法號“文恭院”，結束了長達四十九年又十三天的統治。不久後，忠邦否定了側近政治，並將旗本、若年寄，大奧等數人罷免或是降職。因為忠邦種種作為，詮勝和正睦等家齊生前的側近與忠邦對立。
墓地：東京都台東區上野寬永寺。

## 官職位階履歷
- 天明元年（1781年）成為將軍繼任者
- 天明2年（1782年）元服，改名為家齊。任從二位權大納言。
- 天明7年（1787年）任正二位內大臣兼右近衛大將。任征夷大將軍，源氏長者宣下。
- 文化13年（1816年）任右大臣
- 文政5年（1822年）任從一位左大臣兼左近衛大將
- 文政10年（1827年）任從一位太政大臣
- 天保8年（1837年）征夷大將軍辭任
- 天保12年（1841年）逝世，贈正一位。

## 家族
- 家齊是德川幕府十五位將軍中，擁有最多妻妾以及最多兒女的一位將軍。他有一位正室，三十九位側室，共四十人。兒子二十八人，女兒二十七人，共五十五人。但正式記載的側室只有十六人，其餘的可能是沒有正式冊封的妾。
- 家齊許多的兒子都成為各國的大名養子。另外家齊除此以外，也有許多的妾，因此盛傳他也有不少的私生子，只是依史實記載，他依然只有五十五名兒女。
- 家齊的一半兒女幾乎都夭折，許多順利成長卻也活不過二十歲，能活到成年的沒幾人。另外，要負擔如此龐大的孩子群的養育費，對於本來就窘迫的幕府財政更是一大壓迫，也因此不久之後幕府財政便敗壞了。
- 另一方面，家齊的孩子幾乎都成為大藩大名的養子，被認為一種血緣關係的大名統制。同時，幕府也能向認養將軍孩子的大名，課徵一筆禮儀等的費用，因此來減輕經濟的負擔。但是，娶了家齊的女兒的毛利齊廣和鍋島直正可以說是為了倒幕才與幕府建立姻親關係，因此血緣關係的大名統制以失敗作結束。

## 系圖
- 父：德川治濟
- 母：於富之方（側室）
- 弟：
  - 德川齊匡
  - 德川齊敦
  - 德川義居
  - 德川治國
  - 黑田齊隆
- 妹：
  - 德川滿姬

- 妻妾
  - 正室（御台所）：廣大院 近衛寔子（父薩摩藩藩主島津重豪，養父近衛經熙）
  - 側室：
    - 香琳院 於樂之方(?-1810)（押田氏，父押田勝敏）
    - 勢真院 於萬之方（平塚氏，又名於滿之方，父平塚為喜）
    - 真性院 於梅之方（水野氏，父水野忠位）
    - 本性院 於袖之方（吉江氏，父吉江政福）
    - 寶池院 於歌之方（水野氏，父水野忠直）
    - 於長之方
    - 速成院 於蝶之方（曾根氏，父曾根重辰）
    - 慧明院 於志賀之方（能勢氏，父能勢賴能）
    - 超操院 於里尾之方（朝比奈氏，父朝比奈矩春）
    - 妙操院 於登勢之方（梶氏，父梶勝俊）
    - 芳心院 於美尾之方(?-1808)（木村氏，父木村重勇）
    - 清昇院 於八千之方（大岩氏，又名於屋智（知）之方，父大岩盛英）
    - 皆春院 於八重之方(?-1843)（牧野氏，父牧野忠克）
    - 專行院 於美代之方(?-1872)（內藤氏，父內藤就相）
    - 智照院 於八百之方（安部氏，父安部正芳）
    - 於以登之方（高木氏，父高木廣充）
    - 於琉璃之方（戶田氏，父戶田政方）
- 子女
  - 長女：淑姬（1789年~1817年）母側室於萬之方，尾張藩第十代藩主德川齊朝室
  - 次女：瓊岸院（1790年）母側室於萬之方，早夭
  - 長子：竹千代（1792年~1793年）母側室於萬之方，早夭
  - 次子：家慶 （1793年~1853年）母側室於樂之方，幕府第十二代將軍
  - 三子：端正院（1794年）母側室於梅之方，早夭
  - 四子：敬之助（1795年~1797年）母側室於歌之方，尾張藩第九代藩主德川宗睦養子，早夭
  - 五子：敦之助（1796年~1799年）母正室廣大院，清水德川家當家，德川重好養子，早夭
  - 三女：綾姬（1796年~1798年）母側室於萬之方，仙台藩第九代藩主伊達周宗婚約者，早夭
  - 四女：總姬（1796年~1797年）母側室於志賀之方，早夭
  - 六子：豐三郎（1798年）母側室於歌之方，早夭
  - 五女：格姬（1798年~1799年）母側室於里尾之方，早夭
  - 六女：五百姬（1799年~1800年）母側室於歌之方，早夭
  - 七女：峰姬（1800年~1853年）母側室於登勢之方，水戶藩第八代藩主德川齊脩室
  - 八女：亨姬（1801年~1802年）母側室於蝶之方，早夭
  - 七子：齊順（1801年~1846年）母側室於登勢之方，清水德川家當家、紀伊紀藩第十代藩主德川治寶養子，十四代將軍德川家茂父親
  - 九女：舒姬（1802年~1803年）母側室於歌之方，早夭
  - 八子：時之助（1803年~1805年）母側室於蝶之方，早夭
  - 十女：壽姬（1803年~1804年）母側室於歌之方，早夭
  - 十一女：淺姬（1803年~1857年）母側室於美尾之方，福井藩第十四代藩主松平齊承室
  - 十二女：晴姬（1808年~1821年）母側室於歌之方，早夭
  - 九子：虎千代（1806年~1810年）母側室於蝶之方，紀伊藩德川治寶養子，早夭
  - 十三女：高姬（1806年）母側室於八千之方，早夭
  - 十四女：岸姬（1807年~1811年）母側室於袖之方，早夭
  - 十五女：元姬（1808年~1821年）母側室於八千之方，會津藩第七代藩主松平容眾室
  - 十子：友松（1809年~1813年）母側室於蝶之方，早夭
  - 十六女：文姬（1809年~1837年）母側室於袖之方，高松藩第十代藩主松平賴胤室
  - 十一子：齊明（1809年~1827年）母側室於八重之方，清水德川家養子，早逝
  - 十二子：齊莊（1810年~1845年）母側室於蝶之方，田安德川家第三代當家德川齊匡養子，後尾張藩第十一代藩主德川齊溫（異母弟）養子，尾張藩第十二代藩主
  - 十七女：艷姬（1811年）母側室於袖之方，早夭
  - 十八女：盛姬（1811年~1846年）母側室於八重之方，佐賀藩第十代藩主鍋島直正室
  - 十三子：齊眾（1812年~1826年）母側室於八重之方，鳥取藩第八代藩主池田齊稷養子，早逝
  - 十九女：和姬（1813年~1830年）母側室於蝶之方，長州藩第十三代藩主毛利齊廣室
  - 二十女：孝姬（1813年~1814年）母側室於袖之方，早夭
  - 二十一女：溶姬（1813年~1868年）母側室於美代之方，加賀藩第十二代藩主前田齊泰室
  - 十四子：奧五郎（1813年~1814年）母側室於八百之方，早夭
  - 十五子：齊民（1814年~1891年）母側室於八重之方，津山藩藩主松平齊孝養子，津山藩第八代藩主
  - 十六子：久五郎（1816年~1817年）母側室於蝶之方，早夭
  - 二十二女：琴姬（1815年~1816年）母側室於以登之方，早夭
  - 二十三女：仲姬（1815年~1817年）母側室於美代之方，早夭
  - 十七子：信之進（1817年）母側室於八重之方，早夭
  - 二十四女：末姬（1817年~1872年）母側室於美代之方，廣島藩第九代藩主淺野齊肅室
  - 十八子：陽七郎（1818年~1821年）母側室於袖之方，早夭
  - 二十五女：喜代姬（1818年~1868年）母側室於八重之方，姬路藩第五代藩主酒井忠學室
  - 二十六女：永姬（1819年~1875年）母側室於以登之方，一橋德川家第五代當家德川齊位室
  - 十九子：齊溫（1819年~1839年）母側室於琉璃之方，尾張藩第十代藩主德川齊朝養子，第十一代藩主
  - 二十子：齊良（1819年~1839年）母側室於八重之方，濱田藩藩主松平齊厚養子
  - 二十一子：齊彊（1820年~1849年）母側室於袖之方，清水德川家養子，清水德川家第五代當家。後紀伊藩主德川齊順（異母兄）養子，後紀伊藩第十二代藩主
  - 二十二子：齊善（1820年~1838年）母側室於以登之方，福井藩藩主松平齊承養子，早逝
  - 二十三子：齊裕（1821年~1868年）母側室於八重之方，德島藩藩主蜂須賀齊昌養子，德島藩第十三代藩主
  - 二十四子：富八郎（1823年）母側室於袖之方，早夭
  - 二十五子：齊省（1823年~1841年）母側室於以登之方，川越藩藩主松平齊典養子，早逝
  - 二十六子：齊宣（1825年~1844年）母側室於以登之方，明石藩藩主松平齊韶養子，第八代藩主，早逝
  - 二十七女：泰姬（1827年~1843年）母側室於琉璃之方，鳥取藩第九代藩主池田齊訓室，早逝

## 登場作品
影視劇
- 大奧 嬪妃傳（2016年、CX、演：成宮寬貴）
- 大奥（日语：大奥 (2023年のテレビドラマ)）（2023年、NHK、演：中村蒼）
- NHK大河劇 豈有此理〜蔦重繁華如夢故事〜（2025年、NHK、演：城桧吏）